# Laboulbène
Laboulbène är en kommun i departementet Tarn i regionen Occitanien i södra Frankrike. Kommunen ligger i kantonen Castres-Nord som tillhör arrondissementet Castres. År 2022 hade Laboulbène 167 invånare.

## Befolkningsutveckling
Antalet invånare i kommunen Laboulbène
| Referens: INSEE |